# Phlegmacium balteaticlavatum
Phlegmacium balteaticlavatum is een schimmel behorend tot de familie Cortinariaceae. Hij komt voor in Finland , waar het groeit in gemengde bossen met bomen zoals berken, populieren, wilgen, sparren en dennen, werd het in 2014 beschreven als nieuw voor de wetenschap. Vruchtlichamen komen voor van half augustus tot half september. 

## Naam
De soortnaam balteaticlavatus verwijst naar zowel zijn affiniteit met Cortinarius balteatus als zijn knotsvormige (clavate) steel.